# Kantosaari (ö i Saarijärvi, Summanen)
Kantosaari är en ö i Finland. Den ligger i sjön Summanen och i kommunen Saarijärvi i den ekonomiska regionen  Saarijärvi-Viitasaari och landskapet Mellersta Finland, i den centrala delen av landet, 280 km norr om huvudstaden Helsingfors. Öns area är 1,5 hektar och dess största längd är 200 meter i nord-sydlig riktning.